# Brezni Vrh
Brezni Vrh este o localitate din comuna Radlje ob Dravi, Slovenia, cu o populație de 175 de locuitori.